# محیط بین‌کهکشانی گرم و داغ

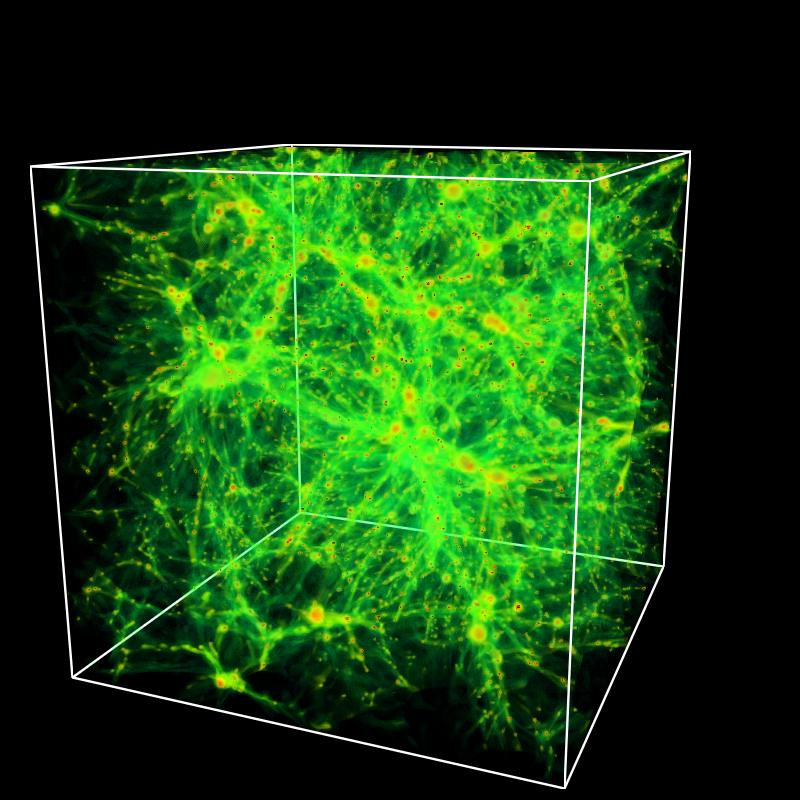
Computer simulation showing the distribution of warm-hot intergalactic gas

محیط بین‌کهکشانی گرم و داغ (انگلیسی: Warm–hot intergalactic medium) یا (WHIM) پلاسمای پراکنده و گرم به گرمای (۱۰۵ تا ۱۰۷ کلوین) است که کیهان‌شناسان بر این باورند در فضاهای بین کهکشان‌ها وجود دارد و حاوی ۴۰ تا ۵۰ درصد است و «ماده عادی» باریونی در جهان در عصر کنونی. WHIM را می‌توان به عنوان شبکه‌ای از گازهای داغ و پراکنده که بین کهکشان‌ها کشیده می‌شود، توصیف کرد و برخلاف ماده تاریک از پلاسما و همچنین اتم‌ها و مولکول‌ها تشکیل شده‌است. WHIM یک راه حل پیشنهادی برای مشکل باریون گم شده‌است، که در آن مقدار ماده باریونی مشاهده شده با پیش‌بینی‌های نظری کیهان‌شناسی مطابقت ندارد.
بسیاری از آنچه در مورد محیط میان‌کهکشانی گرم و داغ شناخته شده‌است از شبیه‌سازی‌های کامپیوتری کیهان می‌آید. انتظار می‌رود که WHIM ساختار رشته‌ای از باریون‌های ضعیف و بسیار یونیزه شده با چگالی ۱–۱۰ ذره در متر مکعب را تشکیل دهد.در درون WHIM، شوک‌های گازی در نتیجه هسته‌های فعال کهکشانی، همراه با فرآیندهای ادغام و برافزایش گرانشی ایجاد می‌شوند. بخشی از انرژی گرانشی تأمین شده توسط این اثرات، با گرمایش شوک بدون برخورد به انتشارات حرارتی ماده تبدیل می‌شود.